# Château Palmer
Koordinaten: 45° 2′ 12,6″ N, 0° 40′ 9,9″ W

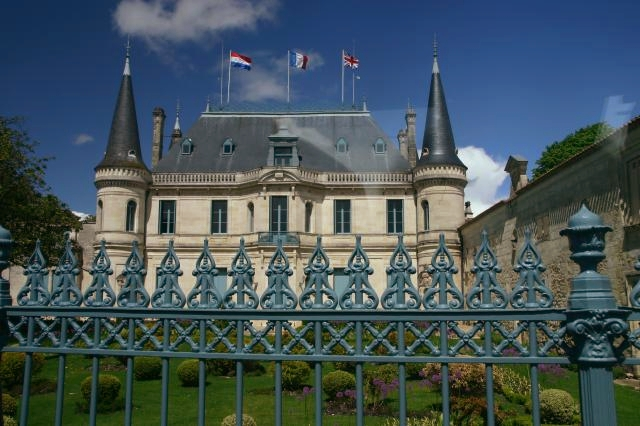
Château Palmer, das Hauptgebäude

Das Château Palmer ist eines der berühmtesten Weingüter von Bordeaux. Seit der Klassifikation von 1855 ist das Weingut als Troisième Grand Cru Classé eingestuft, der dritthöchsten Stufe der Klassifikation. Das Gut steht mit seinen hervorragenden Erzeugnissen jedoch regelmäßig im Qualitätswettbewerb mit den Premiers und Deuxièmes Crus und folglich oft auch an der Spitze der Preise aller Nicht-Premier-Weine. Der Wein dieses Gutes gilt mindestens gleich viel wie die sogenannten „Super Seconds“ Château Léoville-las-Cases, Château Cos d’Estournel und Château Pichon-Longueville-Comtesse de Lalande.
Das Weingut liegt im Margaux, in unmittelbarer Nachbarschaft zum Ort und zum berühmteren Nachbarn Château Margaux, an der „Route du Vin“, der Departementstraße No. 2.
Das Hauptgebäude von Château Palmer ist eines der schönsten im Medoc: Hohe Türmchen ragen an jeder Ecke des Schlosses auf.

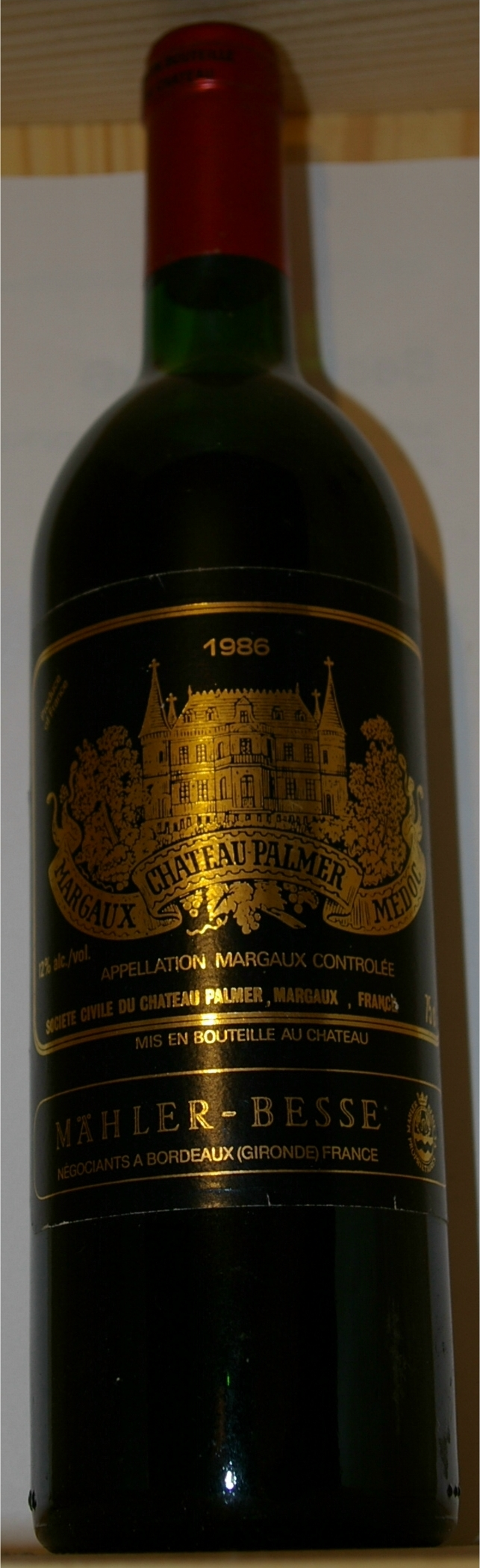
Château Palmer, 1986

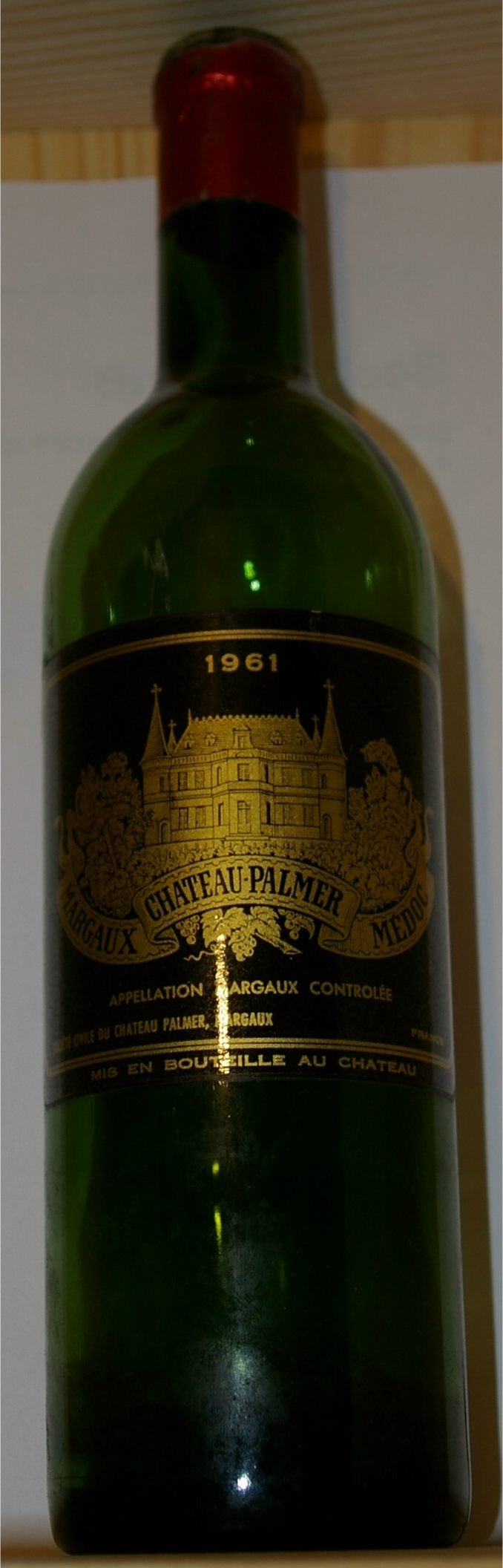
Château Palmer, 1961

## Geschichte
In der Folge des Ersten Weltkriegs und der Weltwirtschaftskrise in den 1930er Jahren mussten sich die Brüder Pereire von Château Palmer trennen, im Jahr 1938 übernahm ein Konsortium der Weinhandelsfamilien Fernand Ginestet, der Brüder Miailhe,  Mähler-Besse und Sichel (dessen bekanntester Vertreter Peter Sichel war). Im Jahr 1950 überhamen die Familien Sichel und Mähler-Besse die Anteile der beiden anderen Familien.

## Der Wein
Die besten je entstandenen Weine sind die Château Palmer aus den Jahrgängen 1961 und 1989. Der 1961er wird von dem international anerkannten Weinkritiker Robert Parker mit 100 Parker-Punkten als perfekter Wein gewertet. Eine Flasche dieses Jahrgangs ist selten unter 1.200 Euro zu erstehen (Stand 2005). Aufgrund des exorbitanten Preises sind mittlerweile Fälschungen und unkorrekte Neubefüllungen bekannt.
Der Zweitwein des Guts heißt Alter Ego de Palmer, vormals  Réserve de General genannt. Château Palmer wird vom Önologen Jacques Boissenot sowie dessen Sohn Eric begleitet und beraten.